# Терновое (Лохвицкий район)
Терновое (укр. Тернове) — село, Бодаквянский сельский совет, Лохвицкий район, Полтавская область, Украина.
Село ликвидировано в ? году .

## Географическое положение
Село Терновое находится на левом берегу реки Бодаква у впадения её притоки Буйлов Яр, выше по течению на расстоянии в 0,5 км и на противоположном берегу расположено село Нижняя Будаковка.

## История
- ? — село ликвидировано [1].